# Rewolucja róż
Rewolucja róż – pokojowe protesty w Gruzji, które w listopadzie 2003 doprowadziły do ustąpienia prezydenta Eduarda Szewardnadze i zastąpienia go przez prozachodniego reformatora Micheila Saakaszwilego.
Nazwa rewolucji wzięła się od kwiatów, które trzymali w dłoniach zwolennicy opozycji.

## Przyczyny

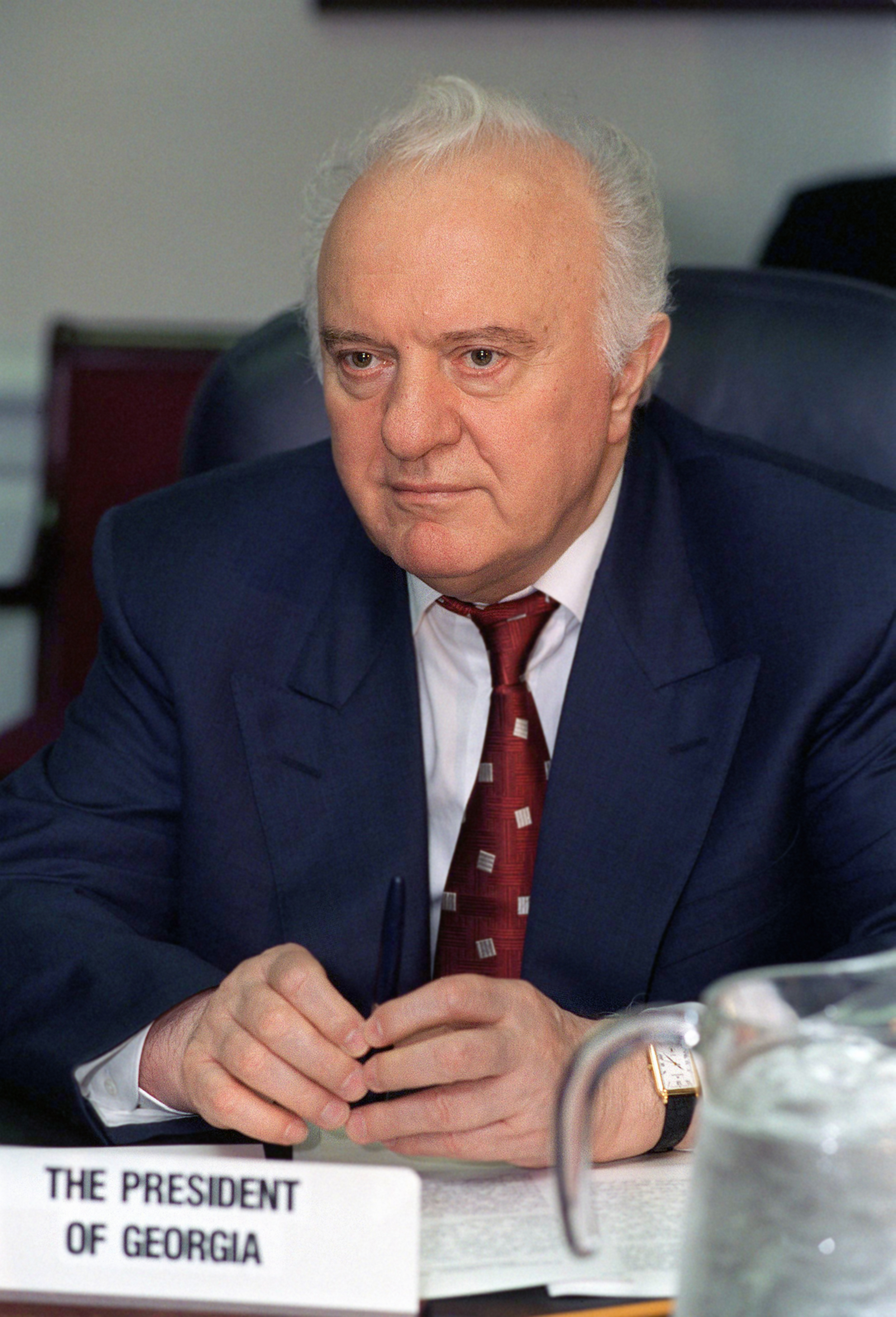
Eduard Szewardnadze, prezydent Gruzji odsunięty od władzy w listopadzie 2003 roku

Na początku XXI wieku w Gruzji pojawiło się niezadowolenie z rządów Unii Obywatelskiej Gruzji i prezydenta Eduarda Szewardnadzego. Prezydent był oskarżany o prowadzenie umiarkowanej autorytarnej polityki, nieudolność, niekompetentność i tolerowanie korupcji. Na świecie Szewardnadze był postrzegany jako doświadczony polityk, który po jedenastu latach rządów zrujnował gospodarkę Gruzji. O ile w latach 1995–1998 Gruzja notowała wzrost gospodarczy, tak w wyniku kryzysu finansowego w Azji i w Rosji Gruzja znalazła się w recesji, a rząd nie był w stanie kontynuować programu urynkowienia gospodarki. Nową generację uważano za nieobciążoną sowieckim dziedzictwem, jednak obarczoną kulturą polityczną autorytaryzmu i nepotyzmu. Ze względu na dogodne położenie geograficzne (na skrzyżowaniu szlaków komunikacyjnych i transportowych z Azji Środkowej i regionu Morza Kaspijskiego do Europy) Gruzja wzbudzała zainteresowanie zachodnich inwestorów i polityków. Uzależnienie gospodarki od zewnętrznej pomocy, często defraudowanej, wymusiło na rządzie obranie orientacji prozachodniej i budowę instytucji demokratycznych. W efekcie źle prowadzonych reform gospodarczych i politycznych większość Gruzinów żyła w biedzie i w poczuciu zagrożenia. Niechętne wobec Szewardnadzego była również policja, niesprawdzająca się w zwalczaniu protestów, i urzędnicy, którzy po 2000 roku zaczęli nawiązywać kontakty z opozycją, na wypadek gdyby ta objęła władzę.
Pod wpływem protestów społecznych z 2000 roku Szewardnadze zreorganizował rząd i zrezygnował z kierowania Związkiem Obywatelskim Gruzji. Premierem Gruzji został niepopularny Awtandil Dżorbenadze. Po kolejnych protestach z 2001 roku Szewardnadze podał do dymisji cały rząd. Wybory lokalne z czerwca 2002 roku wygrały nowe ugrupowania. Przewodniczącym Rady Miejskiej w Tbilisi został Micheil Saakaszwili, co wykorzystał do promocji swojego programu politycznego. Po wyborach lokalnych zaplanowano organizację wyborów prezydenckich w 2003 i parlamentarnych w 2005 roku. W ramach przygotowań do wyborów Awtandil Dżorbenadze rozpoczął budowę nowego bloku politycznego Za Nową Gruzję, która miała składać się z Unii Obywatelskiej Gruzji, Socjalistycznej Partii Gruzji i Narodowej Demokratycznej Partii Gruzji.
W tym samym czasie główne partie opozycyjne organizowały zgromadzenia polityczne dotyczące wyborów, a stowarzyszenia studenckie przygotowywały akcje antyrządowe. W rezultacie wzrosło poparcie dla przedstawicieli polityków młodego pokolenia (szczególnie dla Niny Burdżanadze i Micheila Saakaszwiliego). Burdżanadze, wówczas przewodnicząca Parlamentu, zaapelowała do społeczności międzynarodowej o upewnienie się, że przyszłe wybory będą wolne i uczciwe. Szewardnadze pomimo apeli przygotowywał oszustwo wyborcze, jednak nie był w stanie użyć represji wobec opozycji i wolnych mediów.

## Wybory parlamentarne z 2003 roku

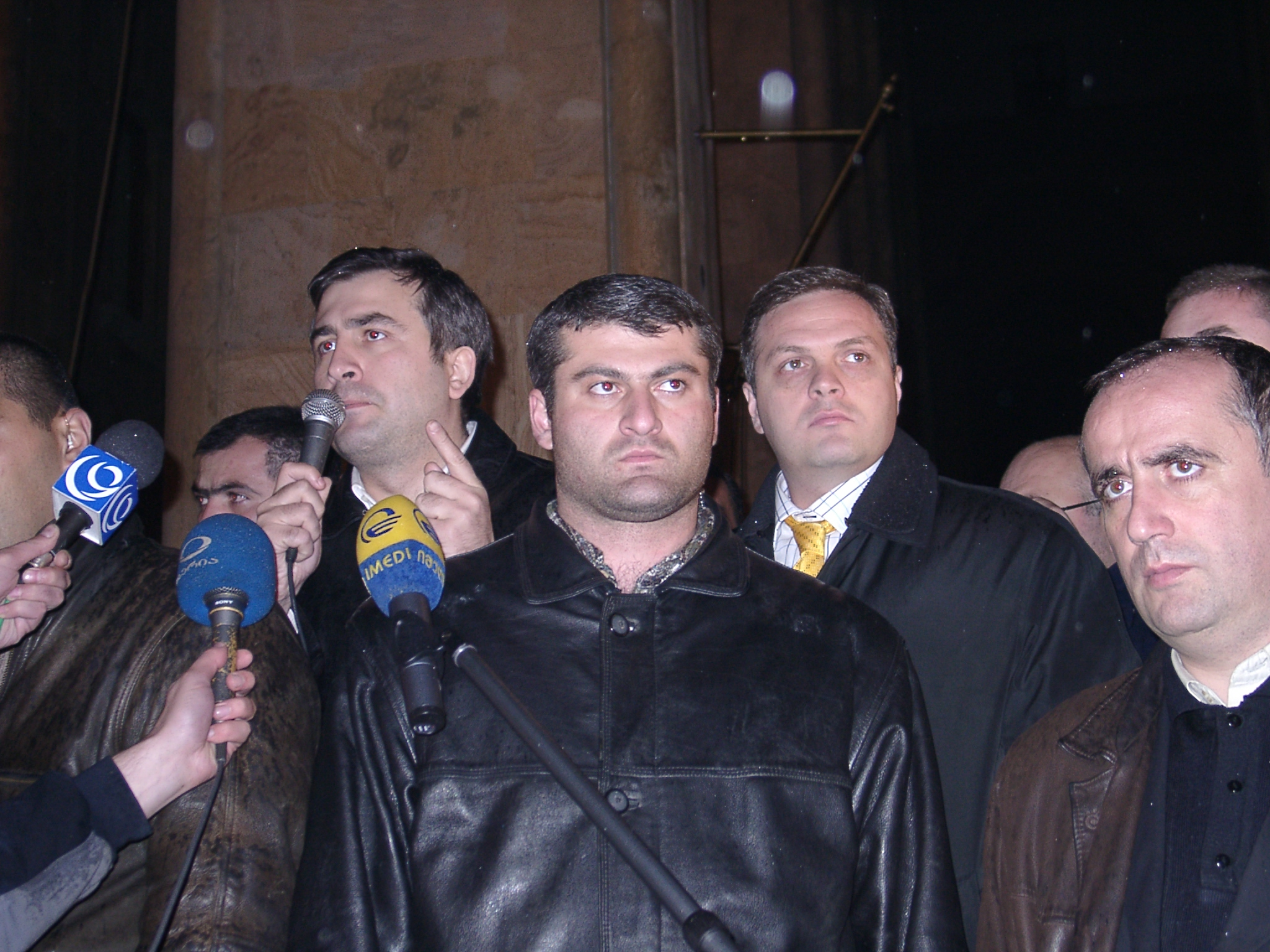
Micheil Saakaszwili (z mikrofonem w dłoni) podczas protestu z 9 listopada 2003 roku

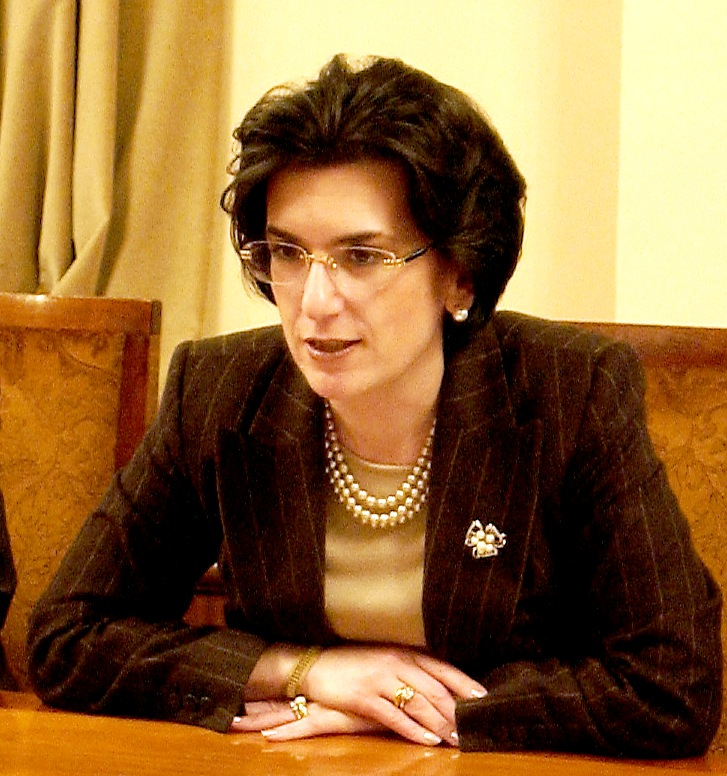
Nino Burdżanadze, przewodnicząca Parlamentu (grudzień 2003)

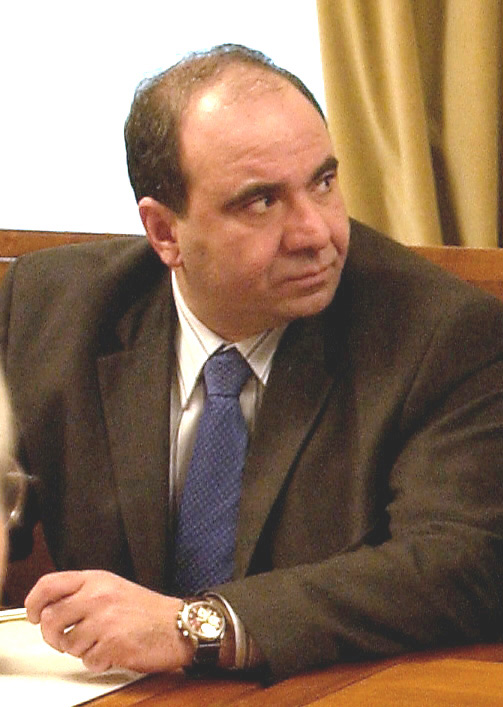
Zurab Żwania, lider ugrupowania Zjednoczeni Demokraci (grudzień 2003)

Wybory parlamentarne zaplanowano na 2 listopada 2003 roku. Podczas kampanii wyborczej aktywnością szczególnie wykazywały się dwa ugrupowania: Zjednoczony Ruch Narodowy kierowany przez Saakaszwilego i Zjednoczeni Demokraci pod kierownictwem Zuraba Żwanii. Aktywny był również ruch młodzieżowy Kmara (pol. Dosyć), organizujący antyrządowe protesty. Antyrządowa stacja telewizyjna Rustawi 2 i prasa uczulały społeczeństwo na oszustwa wyborcze oraz zachęcały społeczeństwo do wyjścia na ulice, gdyby wybory zostały sfałszowane. W tym samym czasie liderzy najważniejszych partii opozycyjnych prowadziła tajne negocjacje z reprezentantami wojska i policji przeciwko rządowi.
Przeprowadzone wybory uznano za sfałszowane. Opozycja kierowana przez Saaksaszwilego, Żwanię i Burdżanadze zdołała wykorzystać frustrację społeczną spowodowaną fałszerstwem wyborczym i ogólnym niezadowoleniem z sytuacji politycznej i gospodarczej Gruzji. Raport OBWE wskazywał również na liczne nieprawidłowości w trakcie przeprowadzania wyborów, takie jak tolerowanie przez władze ataków chuligańskich, próby zastraszania oraz manipulacje listą uprawnionych do głosowania. Według sondaży przeprowadzonych przez niezależnych obserwatorów opozycja nie odniosła zdecydowanego zwycięstwa wyborczego, a żaden z bloków nie zdołał zdobyć więcej niż jedną trzecią głosów. Pomimo tego opozycja zdołała zorganizować masowe manifestacje.

## Protesty społeczne

Protest pod budynkiem parlamentu, 8 listopada 2003

4 listopada ok. 10 tys. zwolenników opozycji przemaszerowała Prospektem Rustawelego – główną ulicę Tbilisi. 5 listopada policja zatrzymała 19 autokarów przewożących ludzi jadących do stolicy. Jednocześnie w Tbilisi trwała pikieta przeciwko prezydentowi pod budynkiem parlamentu. Część protestujących prowadziła strajk głodowy.
20 listopada Micheil Saakaszwili udał się na prowincję w celu zebrania zwolenników. W Zugdidi na zachodzie Gruzji Saakaszwilego powitały tłumy. Wkrótce potem Saakaszwili zapowiedział zablokowanie inauguracyjnej sesji nowego parlamentu, którą wyznaczono na 22 listopada. Szefowa Bloku Demokratów Nino Burdżanadze uznała, że opozycja powinna się zjednoczyć i nie pozwolić na legitymizację nowego parlamentu.

### Protest w parlamencie
22 listopada w Tbilisi rozpoczął się masowy wiec opozycji przeprowadzony przez Saakaszwilego, Burdżanadze oraz Zuraba Żwanię. Żwania zaapelował do policji oraz wojska, by nie słuchały rozkazów Szewardnadzego, a Burdżanadze zaapelowała, by służby mundurowe przeszły na stronę narodu. Do gmachu parlamentu wkroczyły tysiące nieuzbrojonych Gruzinów trzymających róże w dłoniach, domagając się ustąpienia prezydenta. Szewardnadze pod ochroną kilkudziesięciu nieuzbrojonych ochroniarzy uciekł z Tbilisi. Uznawszy, że w kraju doszło do zamachu stanu, ogłosił stan wyjątkowy.
23 listopada Szewardnadze podał się do dymisji. Decyzja ta przywitana została powszechnym entuzjazmem. Przed parlamentem tłum, liczący rano kilka tysięcy osób, powiększył się do ponad 50 tys. Niektórzy zwycięstwo rewolucji przypisali wstawiennictwu patrona Gruzji – świętego Jerzego. Dzień patrona Gruzji zbiegł się w czasie z rewolucją róż.

## Wydarzenia po dymisji Szewardnadze
5 stycznia 2004 roku odbyły się wybory prezydenckie, które wygrał Micheil Saakaszwili. 28 marca 2004 roku odbyły się nowe wybory parlamentarne, które wygrał Zjednoczony Ruch Narodowy z poparciem 67,6%. Nowy rząd obiecał zredukowanie ubóstwa i poprawę systemu opieki społecznej, poszanowanie praw człowieka i demokratycznych zasad oraz szybkie rozwiązanie konfliktów w Osetii Południowej i Abchazji. Rząd przeprowadził szereg reform ekonomicznych i socjalnych, dzięki czemu Gruzja znalazła się wśród najszybciej rozwijających się państw na świecie, cieszącym się uznaniem międzynarodowym. Pierwszym dużym sukcesem rządu było usunięcie autorytarnego przywódcy Adżarii Asłana Abaszydze i odzyskanie kontroli nad regionem.
Nowy rząd i prezydent Saakaszwili byli oskarżani o brak kontroli nad policją, która dopuszczała się licznych naruszeń i przemocy, osłabienie sądownictwa i parlamentu po nowelizacji konstytucji w grudniu 2007 roku, wzrost napięcia w Osetii Południowej, tolerowanie korupcji na najwyższych szczeblach władzy i defraudację pieniędzy pochodzących z prywatyzacji. Po 2007 roku Saakaszwiliego zaczęto postrzegać jako infantylnego i niekonsekwentnego prezydenta, który mógł doprowadzić kraj do autorytaryzmu.
We wrześniu 2007 roku były minister obrony narodowej Irakli Okruaszwili na kanale telewizyjnym Imedi oskarżył Saakaszwiliego o spisek w celu zamordowania biznesmena Badriego Patarkaciszwiliego. Okruaszwili stwierdził również, że prezydent Gruzji mógł być zamieszany w nagłą śmierć Zuraba Żwanii, który zmarł w 2004 roku w niejasnych okolicznościach. Dwa dni po telewizyjnym oświadczeniu Okruaszwili został aresztowany pod zarzutem korupcji. Wydarzenie to wywołało protesty społeczne przeciwko Saakaszwiliemu. Postulowano przeprowadzenie przyspieszonych wyborów parlamentarnych na wiosnę 2008 roku, zmianę systemu wyborczego, utworzenie nowej administracji wyborczej i uwolnienie więźniów politycznych. Protest z 7 listopada brutalnie stłumiła policja. Po rozpędzeniu demonstracji Saakaszwili podał się do dymisji i ogłosił przyspieszone wybory prezydenckie na 5 stycznia 2008 roku. Wybory w 2008 roku wygrał Saakaszwili. Protesty z końca 2007 roku są określane mianem „kontrrewolucji rózg”.

## Kontrowersje
Po zakończeniu rewolucji pojawiły się głosy, że protesty były inspirowane i wspierane z zagranicy. Faktem jest, że niektóre organizacje międzynarodowe jawnie wspierały opozycję. Organizacja młodzieżowa Kmara wzorowała się na jej serbskim odpowiedniku Otporze, który w 2000 roku odegrał dużą rolę w odsunięciu Slobodana Miloševicia od władzy.